# Annette Hanshaw

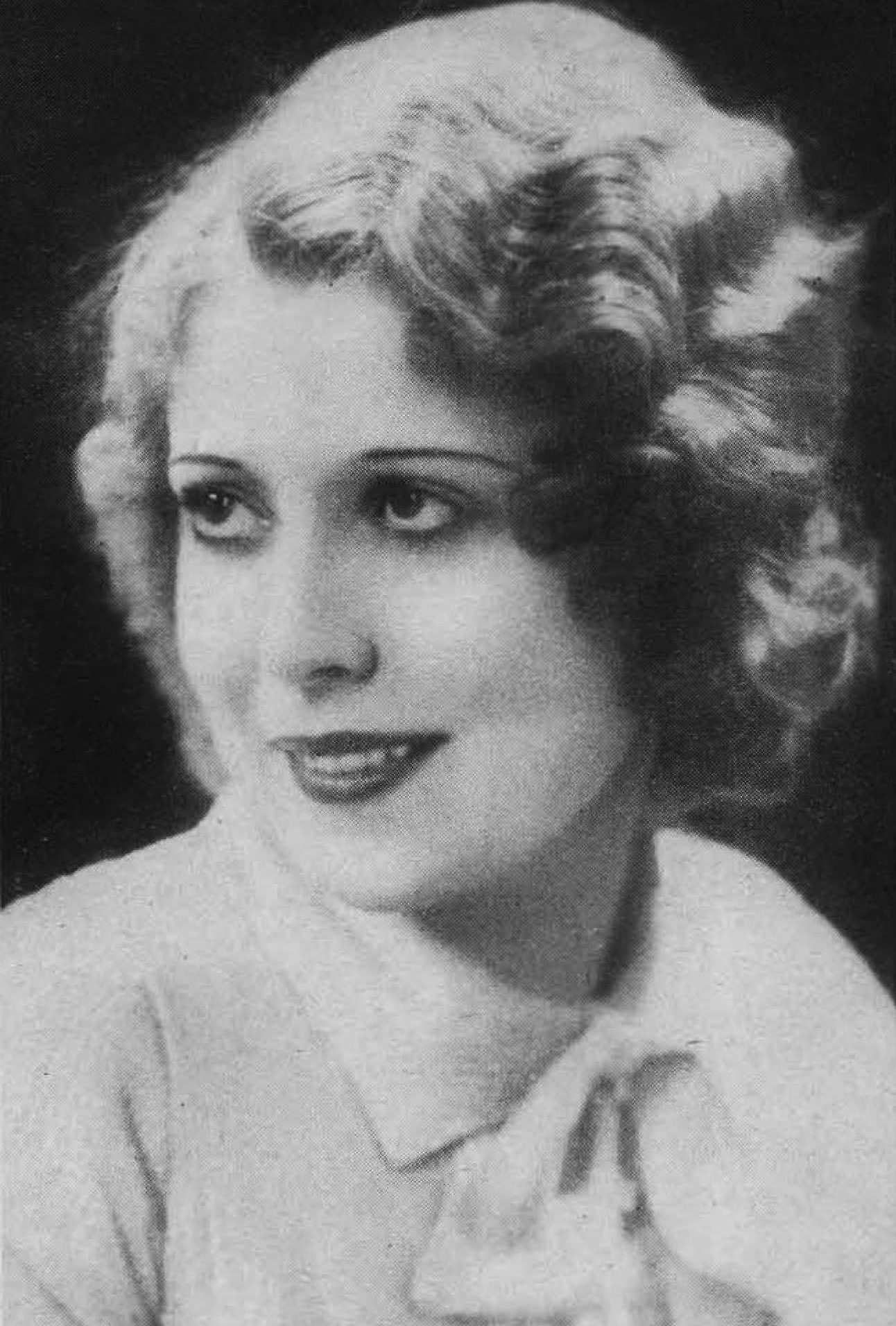
Annette Hanshaw

Catherine Annette Hanshaw (New York, 18 oktober 1901 – aldaar, 18 maart 1985) was een populaire Amerikaanse jazzzangeres uit de jaren 20 en 30.

## Biografie
Annette Hanshaw begon haar zangcarrière in september van het jaar 1926. Zij werd een populaire zangeres in de Verenigde Staten en werd ook wel 'The Personality Girl' genoemd. Het handelsmerk van Hanshaw was het zeggen van: 'that's all!' (dat is alles) aan het einde van een nummer.
Hanshaw nam platen op tussen de jaren 1926 en 1935, eer zij ontslag nam en uit het publieke oog verdween. Zij verscheen in slechts één film, Captain Henry's Radio Show uit 1933, een verfilming van het hoorspel Maxwell House Boat Show waarin zij speelde van 1932 tot 1934.
In 1935 werd zij door het Amerikaans publiek verkozen tot meest populaire zangeres van dat jaar.
Annette Hanshaw stierf aan de gevolgen van een ziekte op 83-jarige leeftijd op 18 maart 1985 in Manhattan.

## Populariteit na overlijden
- In 1999 werden verschillende compilatie CD's uitgegeven met muziek van Annette Hanshaw door de Amerikaanse platenlabel Sensation Records.
- In 2008 kwam Hanshaw opnieuw in het nieuws toen haar muziek als basis werd gebruikt voor de animatiefilm Sita Sings The Blues, gebaseerd op de Ramayana.
- In 2010 werd Hanshaw's nummer Daddy, Won't You Please Come Home uit 1929 gebruikt in de videogame BioShock 2.

## Populaire nummers
| - Black Bottom (1926) - Ain't He Sweet (1927) - The Song Is Ended (gecomponeerd door Irving Berlin) - You're The Cream In My Coffee (1928) - For Old Time's Sake (1928) (No. 10 in de Verenigde Staten) - Mean To Me (1929) - Am I Blue (1929) (No. 11 in de Verenigde Staten) | - Big City Blues (1929) (No. 10 in de Verenigde Staten) - In A Great Big Way (1929) (No. 19 in de Verenigde Staten) - Daddy, Won't You Please Come Home? (1929) - Moanin' Low (1929) - Carolina Moon (1929) - I Want A Good Man (And I Want Him Bad) (1930) - Little White Lies (1930) - Body And Soul (1930) (No. 12 in de Verenigde Staten) - We Just Couldn't Say Goodbye (1932) |